# حمامات عربية (سبتة)

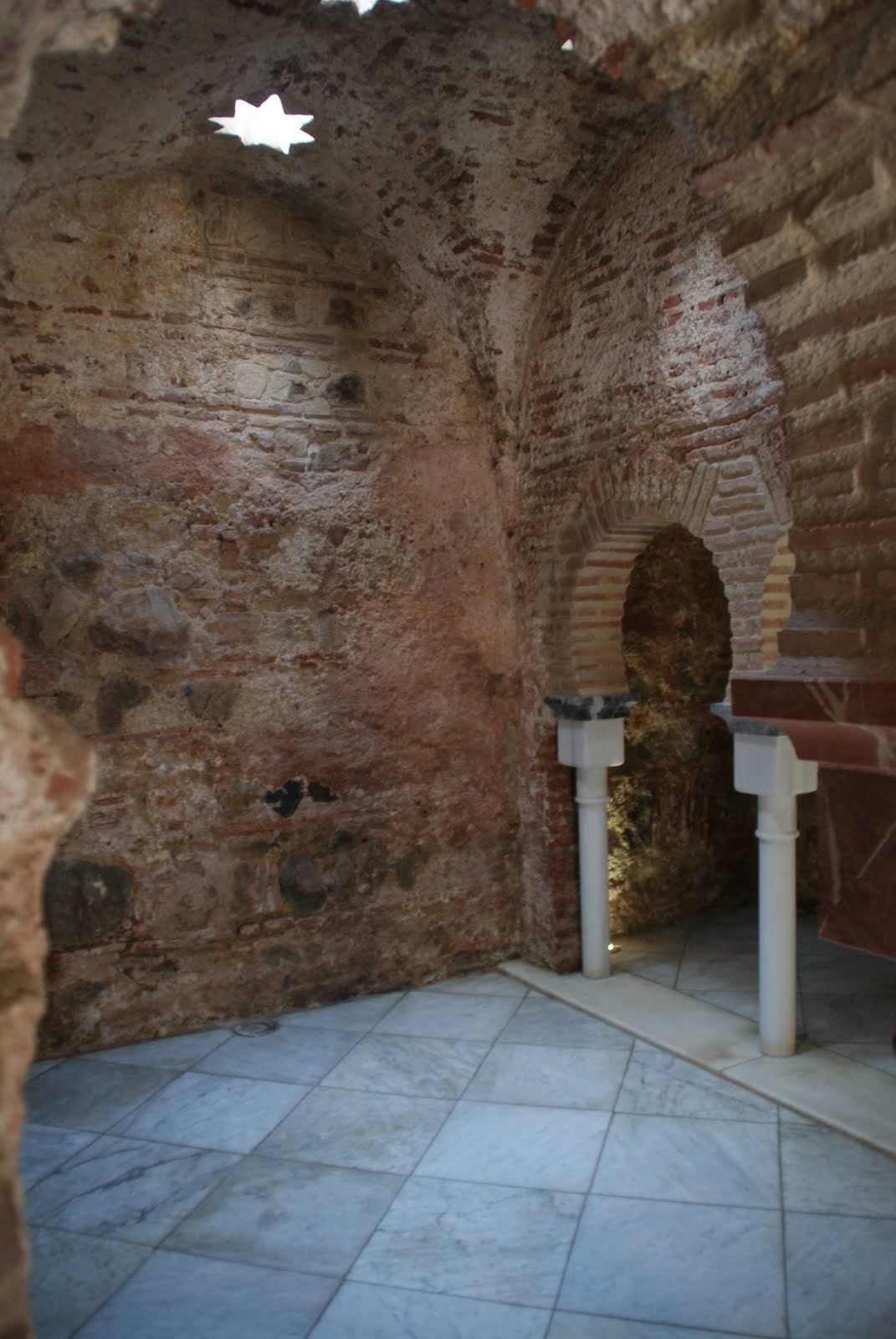
غرفة داخلية من الحمامات العربية في بلازا دي لا باز، سبتة

الحمامات العربية في سبتة هي حمامات متوسطة الحجم بالقرون الوسطى في ما يمكن أن تكون شمالي المدينة العتيقة. هذا الاعتقاد هو السائد القرن الحادي عشر. التحقيقات الأثريّة في 2000 و2004 أظهرت أن الحمامات تكونت من غرفة واحدة للملابس ودورات مياه تبعها حمام بارد ثم آخر ساخن كما ينص النمط الروماني آنذاك. وغرفٌ أخرى قد تكون موجودة.

## تاريخ
تاريخ شغل هذا المكان الأقرب في الضواحي الشمالية للمدينة العتيقة لسبتة في القرن الحادي عشر عندم ثم العثور على بقايا شارع ومباني محليّة. حتى القرن الثاني عشر والثالث عشر لم يكن الحمامين بنيّا بعد. التحقيقات الأثريّة أظهرت أن الحمامات كان لديها غرفة للملابس ودورات مياه ملحقة بحمام بارد ومن ثم حمام ساخن كما ينص النمط الروماني. بعض الأسقف المعقودة قد نجت مع أدلة على تشييد الغرف الأخرى لكنها فقدت منذ ذلك الحين. جددّ المبنى في القرن الرابع عشر لكن في القرن الخامس عشر أعيد استعمال حجارة المبنى لمشاريع أخرى. ويعتقد أن السقوف المعلقة كانت مغطاة بالرخام. ولم تستخدم البناية في القرن السابع عشر.
تم اكتشاف الحمامات خلال أعمال بنائية في الشارع ومنذ ذلك الحين خضعت لعمليات تنقيب في 2000 و2004. البقايا الأثرية هي مفتوحة للعامة. وتظهر التناقض في الطريق الرئيسية الحديثة بسبتة.
وقد أعتبرت الحمامات كمعلم وطني مهم سنة 2007.